# 픽소닉
픽소닉(Pixonic)은 러시아의 비디오 게임 개발사이다. 대표적으로 워 로봇을 개발한 회사로 알려져 있다.

## 역사
옐레나 마솔로바는 2009년에 픽소닉을 설립했다. 2011년 픽소닉은 "C" 라운드에게 5백만 달러의 투자를 받았다.
그 후 첫 모바일 게임인 로빈슨을 출시했다. 이 게임은 픽소닉의 첫 번째 성공적인 작품이 되었다. 2013년, 필립 글래드코프는 픽소닉의 CEO가 되었다. 필립 글래드코프는 회사를 재편성하고 모바일 게임에 초점을 맞췄다. 같은 해, 픽소닉은 월 130만 달러 이상의 수익을 올린 워 로봇을 출시했다. 2016년 9월 30일, Mail.ru 그룹은 회사 주식의 100%를 3,000만 달러에 인수했다. 2020년 4월 6일, 픽소닉은 디노 스쿼드의 베타 테스트를 시작했다.